# Tragödie im Zirkus Royal
Tragödie im Zirkus Royal ist ein deutsches Stummfilmmelodram von Alfred Lind mit Bernhard Goetzke, Ellen Kürti, Werner Pittschau und Siegfried Arno in den Hauptrollen.

## Handlung
Die Akrobatentruppe Burry mit ihren jungen Artisten Ziska, Armand, Frank und deren Mentor Atto ist die größte Sensation des Zirkus Royal, die allabendlich die begeisterten Zuschauer im Rahmen der Luftnummer „Geister der Nacht“ fesselt. Ziska, der weibliche Star der Truppe, ist sehr verliebt in ihren Trapezpartner Frank. Auch Armand hat ein Auge auf die junge Frau geworfen, muss aber bald erkennen, dass er bei ihr keine Chance haben wird. In seiner Verzweiflung stürzt er sich eines Abends vom Trapez in die Tiefe und bleibt tot auf dem Manegenboden liegen. Mit Armands Dahinscheiden ist jedoch die große Trapeznummer der Burrys Makulatur geworden. Gemeinsam mit Atto verlassen die Burrys den Zirkus Royal und schließen sich einem kleinen Wanderzirkus an. Die recht unscheinbare und ein wenig in die Jahre gekommene Zirkusdirektorin Saltarelli verliebt sich in Frank, doch da sein Herz bereits Ziska gehört, lässt er sie abblitzen. Daraufhin verfolgt die Saltarelli Ziska mit unbändigem Hass.
Eines Abends befindet sich während der Vorstellung auch der sonderbare Erfinder Dr. Magirus unter den Zuschauern. Er hat einen so genannten radiomechanischen Menschen, eine Art Roboter, geschaffen, der Armand bis aufs Haar gleicht und diesen bei zukünftigen Luftnummern ersetzen könnte. Die verbliebenen drei Burrys nehmen das Angebot des in Ziska krankhaft verliebten Erfinders an und haben, nunmehr wieder zurück im Zirkus Royal, mit dieser neuen Kombination überwältigenden Erfolg. Doch eines Tages fordert Magirus bei Ziska seinen (Liebes-)Lohn für sein Werk, doch sie weist ihn ab. Voll des Zorns will sich Dr. Magirus an Ziska rächen und den Kunstmenschen vom Zirkusdach in die Tiefe schleudern, um so Ziskas berufliche Grundlage ebenso wieder zu nehmen wie er sie vor kurzem gegeben hatte. Bei diesem Versuch gleitet Magirus jedoch ab und stürzt selbst in die Tiefe, wo er sich das Genick bricht. Nun steht dem Glück zwischen Frank und Ziska nichts mehr im Wege.

## Produktionsnotizen
Tragödie im Zirkus Royal entstand vermutlich im Winter 1927/28 im Nationalfilm-Atelier und im Efa-Atelier. Der Film passierte am 3. Februar 1928 die Zensur und wurde für die Jugend freigegeben. Die Uraufführung erfolgte am 23. Februar 1928 in Berlins Alhambra-Kino und der Schauburg.
Willi A. Herrmann schuf gemeinsam mit Bernhard Schwidewski die Filmbauten.

## Wissenswertes
Bereits 1916 hatte Lind schon einmal ein Sensationsdrama aus der Zirkuswelt geschaffen, das in Deutschland mit großem Erfolg unter dem Titel Zirkus Wolfsons letzte Galavorstellung lief.